# 九八式装甲運搬車
九八式装甲運搬車（98しきそうこううんぱんしゃ）は、第二次世界大戦において大日本帝国陸軍が使用した装甲輸送車両。九七式軽装甲車を原型とし、最前線での弾薬輸送用として開発された。

## 解説

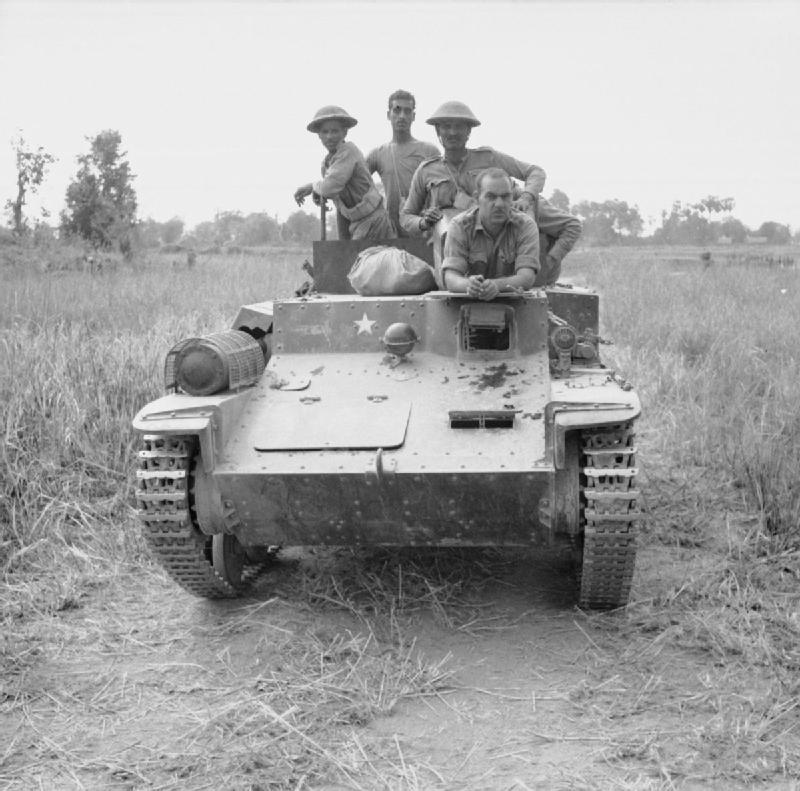
ビルマ戦線でイギリス軍に鹵獲された九八式装甲運搬車

日本陸軍は、最前線での弾薬輸送車両として、トレーラー牽引式の九四式軽装甲車を制式化していた。しかし、九四式軽装甲車は実際には豆戦車として使用されることが多かったため、その後継車両の九七式軽装甲車は当初から豆戦車として開発することになった。そして、弾薬輸送用には、九七式軽装甲車の設計を流用した専用車両が別に開発されることとなった。その結果、1938年（昭和13年、皇紀2598年）に制式化されたのが九八式装甲運搬車である。
九八式装甲運搬車は、九七式軽装甲車の開発試案のうちエンジンを車体前部の操縦席右側に配置した第一案を原型としている。この第一案は1937年（昭和12年）9月に池貝自動車製造（池貝鐵工所の子会社、後の小松製作所川崎工場）が試作したものであるが、操縦手と車長の連携が難しくなることや車内温度の上昇が激しいことが問題視されて、九七式軽装甲車では不採用となった形式であった。エンジンを車体前部に配置したことで、空いた車体後部を利用して物資搭載用のオープントップの装甲貨物室が確保されており、九四式軽装甲車のようなトレーラー式ではなくなった。車体後部に扉が設けられており、助手席から後扉を開けて弾薬などの物資を突き落とすことで、乗車したまま最前線でも安全に荷卸ができるようになっていた。
九七式軽装甲車とは異なって、砲塔などの固定武装を備えていない。
車体後端には火砲牽引用のフックがあり、砲兵トラクターとして一式機動四十七粍速射砲の牽引が可能だった。試製機動五十七粍砲の牽引実験も行われている。小型の装甲牽引車という性格は、ソビエト連邦のコムソモーレツ牽引車に相当する。
実戦では太平洋戦争中のビルマ戦線に投入されている。

## 関連車両
同系統の九七式軽装甲車の派生車両として、一〇〇式観測挺進車（テレ）がある。
また、九八式装甲運搬車の弾薬輸送任務と、一式機動四十七粍速射砲の牽引車としての任務を兼ねた同系統の車両として、試製一式小型牽引車（ソケ）が、1941年（昭和16年）3月に研究開始された。1944年（昭和19年）に本車と同じく池貝自動車製造によって試作車が製作されている。